# Carlos Alazraqui
Carlos Jaime Alazraqui (Yonkers, 20 juli 1962) is een Amerikaans (stem)acteur. Zijn werk als stemacteur omvat onder meer de originele stem van Spyro uit Spyro the Dragon, de Taco Bell-chihuahua in de Taco Bell-reclames, Rocko in Rocko's Modern Life, Denzel Crocker in The Fairly OddParents, het Disney-personage Panchito Pistoles en Mr. Weed in Family Guy. Hij is ook bekend vanwege zijn rol als plaatsvervangend Deputy James Garcia in Reno 911!.